# Piazza Carlo Alberto (Catania)
Piazza Carlo Alberto è una piazza storica situata centro storico di Catania tra villa Bellini, via Umberto e Corso Sicilia.

## Storia e descrizione
La piazza, intitolata al re di Sardegna Carlo Alberto di Savoia, si presenta con uno stile barocco ed è fiancheggiata a est dal Santuario della Madonna del Carmine e a sud dalla Chiesa di San Gaetano alle Grotte.
È il punto della città sede dello storico mercato, meglio rinominato dai cittadini catanesi Fera ’ô Luni.